# Gustaf Dalman
Gustaf Hermann Dalman (Niesky, 9 giugno 1855 – Herrnhut, 19 agosto 1941) è stato un orientalista e teologo tedesco.

## Biografia
Fece molte opere, riguardanti la Palestina, prima della prima guerra mondiale.
Inoltre raccolse degli articoli fisici che illustrano la vita dei contadini indigeni e pastori del paese.
Era un pioniere nello studio della Bibbia, e pubblicò la grammatica (1894) e il dizionario (1901), in lingua aramaica. La sua collezione di 15.000 fotografie storiche e 5.000 libri, tra cui stampe rare del 16 ° secolo, e le mappe, si trovano presso l'Università di Greifswald.
Il teologo e traduttore Franz Delitzsch, che tradusse il Nuovo Testamento in ebraico, affidò a Dalman l'opera per "riguardare" eventuali errori.

## Opere
- Grammatik des Jüdisch-Palästinischen Aramäisch. 1894. 2ª edizione. Lipsia, 1905.
- Aramäische Dialektproben . . . mit Wörterverzeichnis. Lipsia, 1896.
- Worte Iesu. Leipzig, 1898. English trans., T. & T. Clark, 1902.
- Aramäisch-Neuhebräisches Handwörterbuch zu Targum, Talmud und Midrasch. 1901. 2 ° edizione riveduta e ampliata. Francoforte sul Meno, 1922.
- Jesus-Jeschua. Lipsia, 1922. English trans., Jesus-Jeshua. Gli studi in aramaico dei Vangeli. Londra, 1929.
- Arbeit und Sitte in Palastina. [Work and Customs in Palestine] 1937. ristampato 1964.